# مامادو دومبيا (لاعب كرة قدم مواليد 1980)
مامادو دومبيا (مواليد 3 ديسمبر 1980) هو لاعب كرة قدم عاجي معتزل كان يلعب في مركز الدفاع.

## المسيرة
ولد في أبيدجان، بدأ دومبيا مسيرته مع أكاديمية سول بني وتم تصعيده إلى نادي أسيك ميموزا في شتاء 1999–2000. في يوليو 2006 وقع عقدًا مع نادي إيستر مقابل رسم انتقال قيمته 350,000 يورو دفع إلى أسيك ميموزا. بعد قضاء ست سنوات مع إيستر، انتقل إلى منافسهم في دوري الدرجة الثانية الفرنسي لو مان في 22 يونيو 2011.